# Postăvarul
Das Postăvarul-Gebirge mit dem gleichnamigen Gipfel Postăvarul (auch Postăvaru; deutsch Schuler, auch Schulerberg) ist ein kleines Gebirge in der Nähe der Stadt Brașov in Rumänien.

## Lage
Das Postăvarul-Gebirge ist Teil der Ostkarpaten (Carpații Orientali) und gehört zu den Munții Bârsei (Burzenländer Gebirge). Nördlich des Postăvarul-Gebirges befindet sich die Senke "Depresiunea Bârsei"; im Westen  erhebt sich das Bucegi-Gebirge; im Süden geht es über den Predeal-Pass ins Predeal-Gebirge und im Osten befindet sich die Piatra Mare. Insgesamt erstreckt sich das Gebiet des Postăvarul-Gebirges über eine Fläche von über 170 km².

## Klima
Die klimatischen Bedingungen unterscheiden sich je nach Höhenlage, so beträgt die mittlere Jahrestemperatur in Gipfellage 0–2 °C, auf 1000 Meter je nach Hanglage 4,9 °C in Richtung Predeal und 5,8 °C bei Poiana Brasov. In der Brașover Senke beträgt die Jahresmitteltemperatur 7,8 °C. Im Winter herrscht auf den Gipfeln eine Durchschnittstemperatur von −5 bis −8 °C vor.

## Beschreibung
Der Gipfel des Postăvarul erreicht eine Höhe von 1799 Meter. Am Fuß des Berges befindet sich das bekannte Skigebiet Poiana Brașov (dt. Schulerau). Auf dem Gipfel hat man Ausblick auf das Königssteingebirge und das Bucegi-Gebirge.
Von der geologischen Struktur her besteht die Postăvarul-Gebirge aus Flysch, Jura-Kalkstein, Kreide und Sandstein, was nicht zuletzt einen Einfluss auf die landschaftlichen Kontraste dieser Bergregion hat. Im Norden bestimmen eher sanftere Anstiege das zumeist bewaldete Bergland, während im Süden mitunter steile Felswände, Geröllfelder und einige Schluchten vorzufinden sind.
Das Postăvarul-Gebirge ist touristisch gut erschlossen. Es gibt zahlreiche, gut markierte Wanderwege. Die erste Berghütte wurde von dem Botaniker Julius Paul Römer errichtet. Er war Gründer und Vorsitzender des ersten Gebirgsverein auf dem Schulerberg.

## Bildergalerie

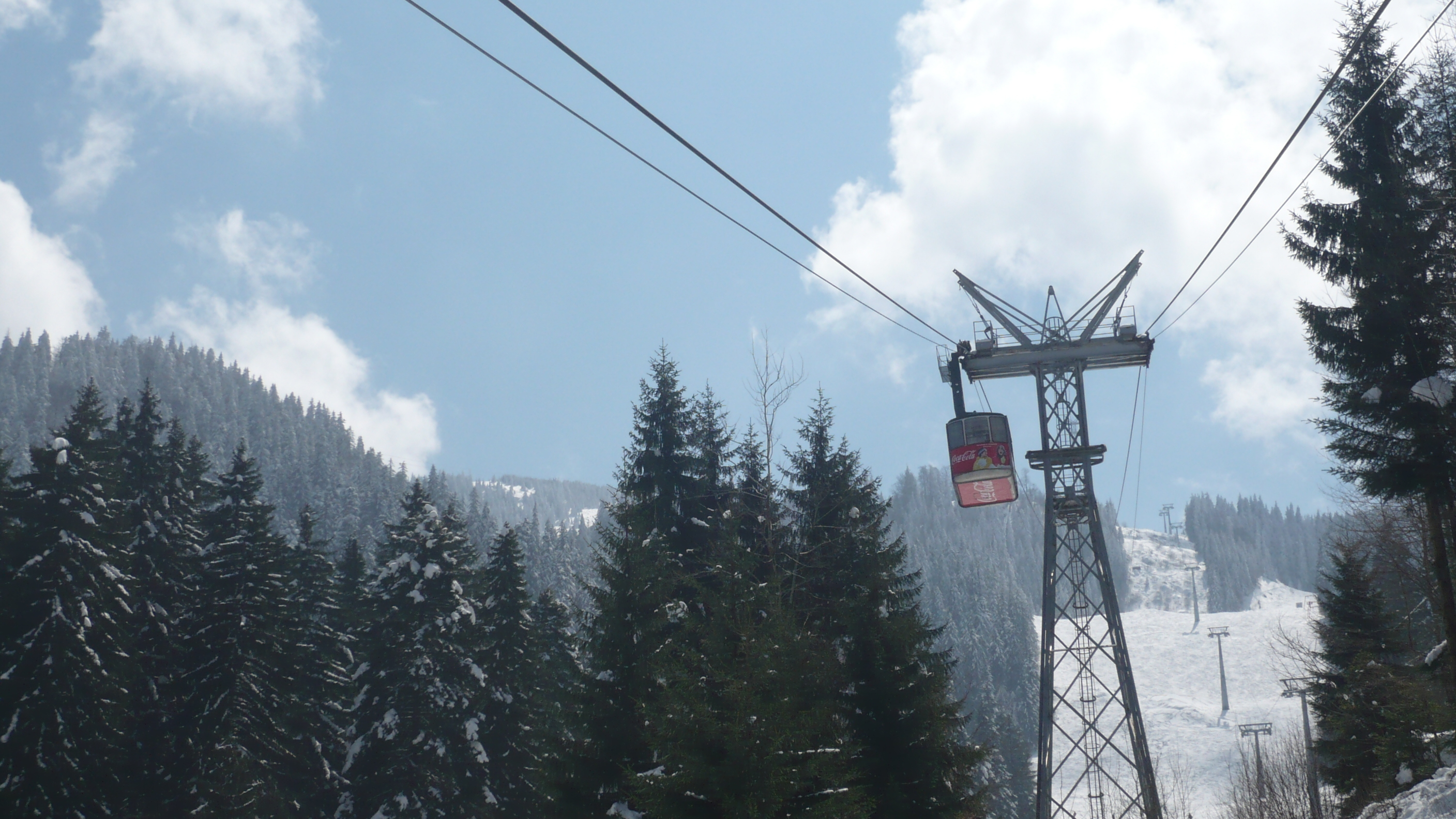
Drahtseilbahn am Postăvarul
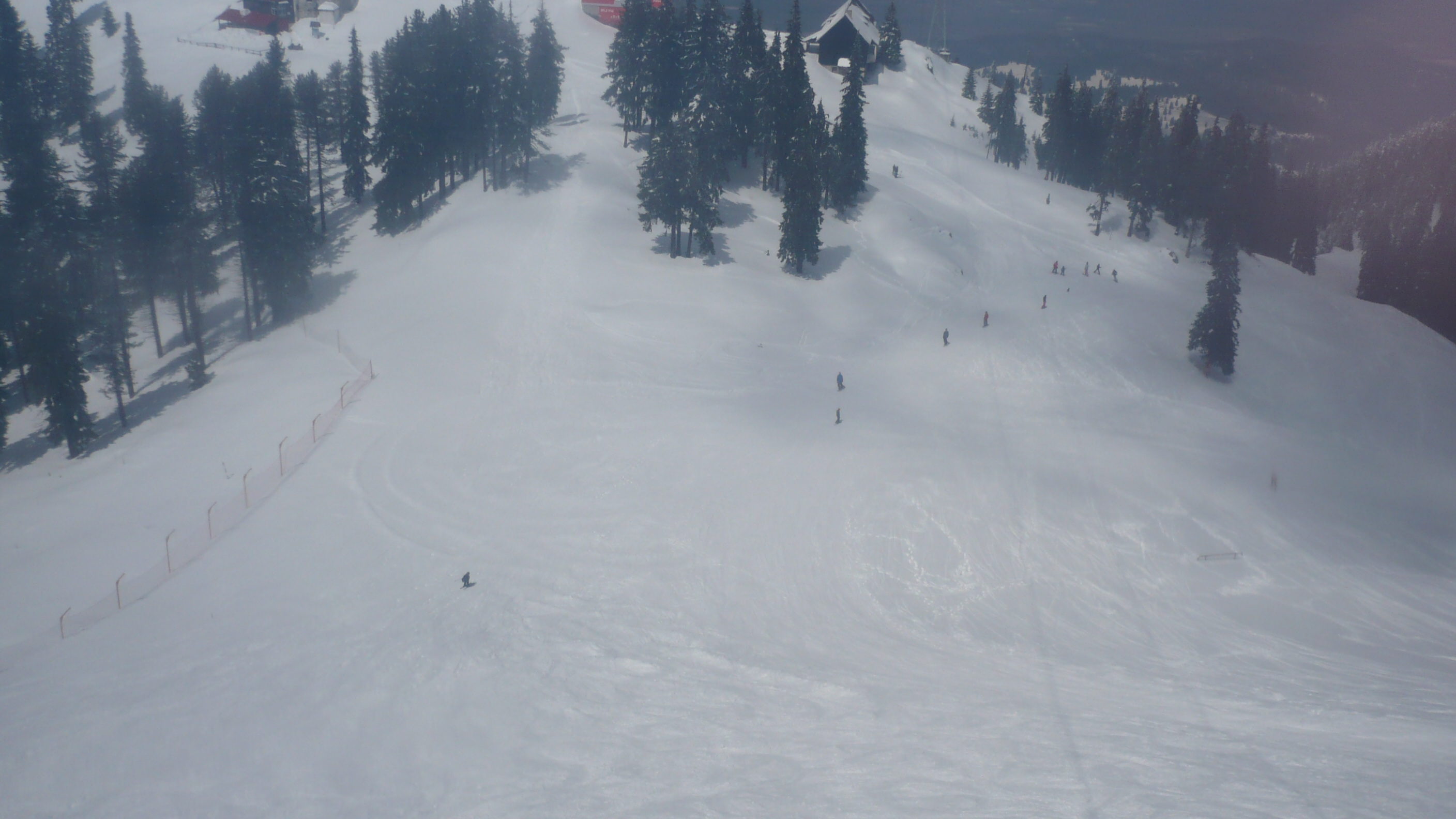
Aussicht aus der Drahtseilbahn
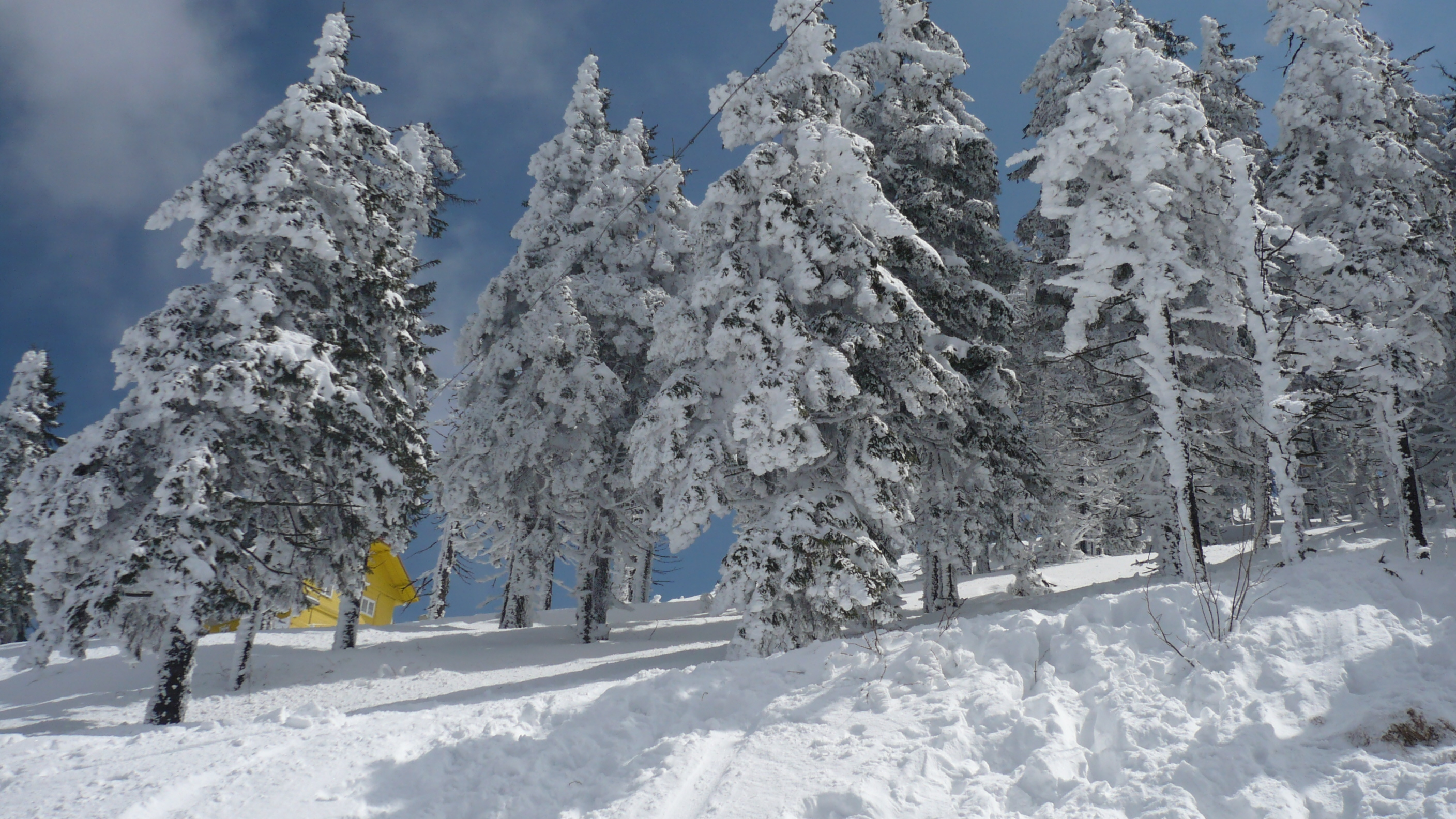
Postăvarul im Winter
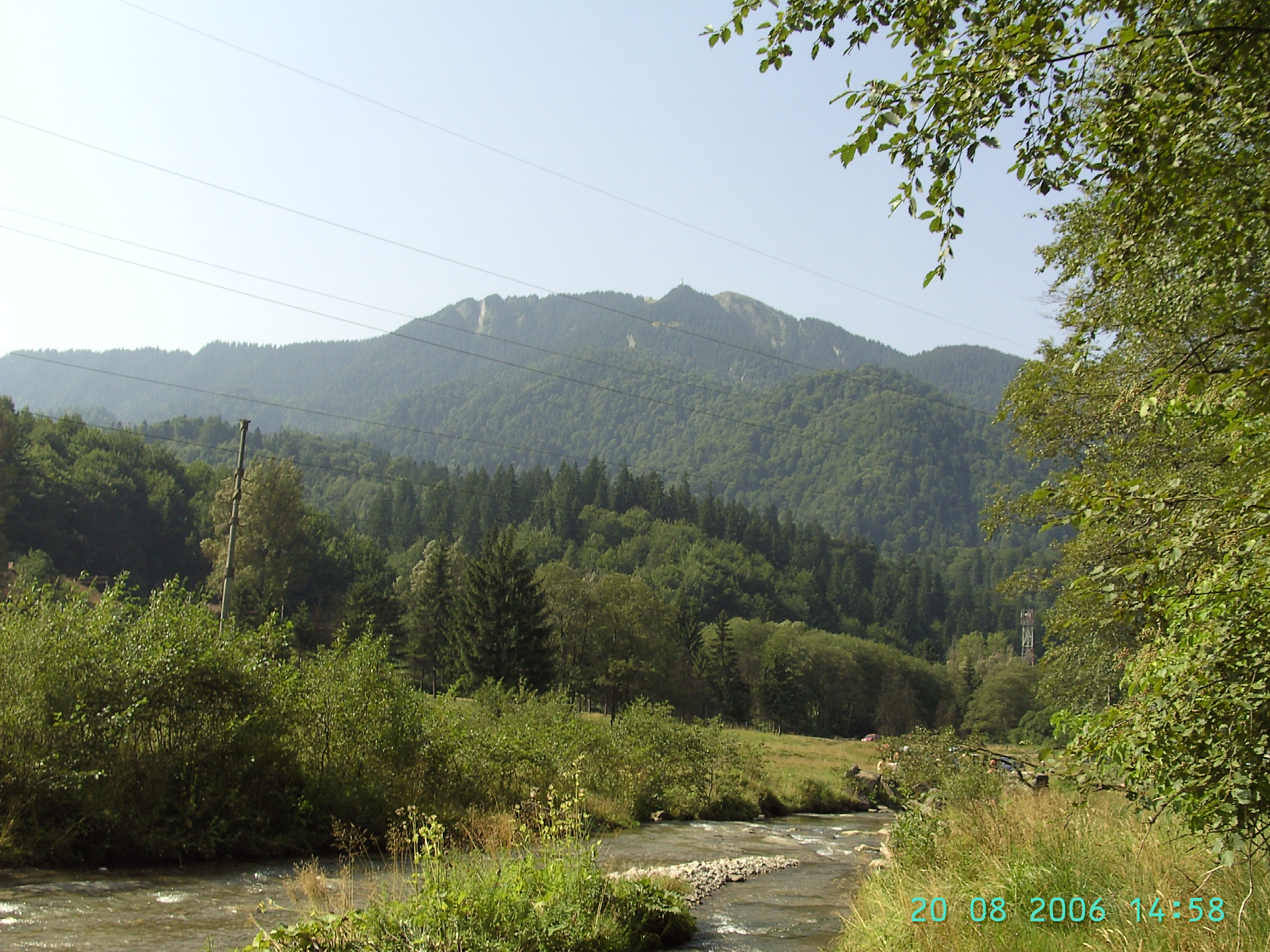
Postăvarul im Sommer